# Aspilota intermissa
Aspilota intermissa är en stekelart som beskrevs av Fischer 1974. Aspilota intermissa ingår i släktet Aspilota och familjen bracksteklar. Inga underarter finns listade.